# Řež

Blick von Westen über Podmoráň auf die Flussschleife von Řež

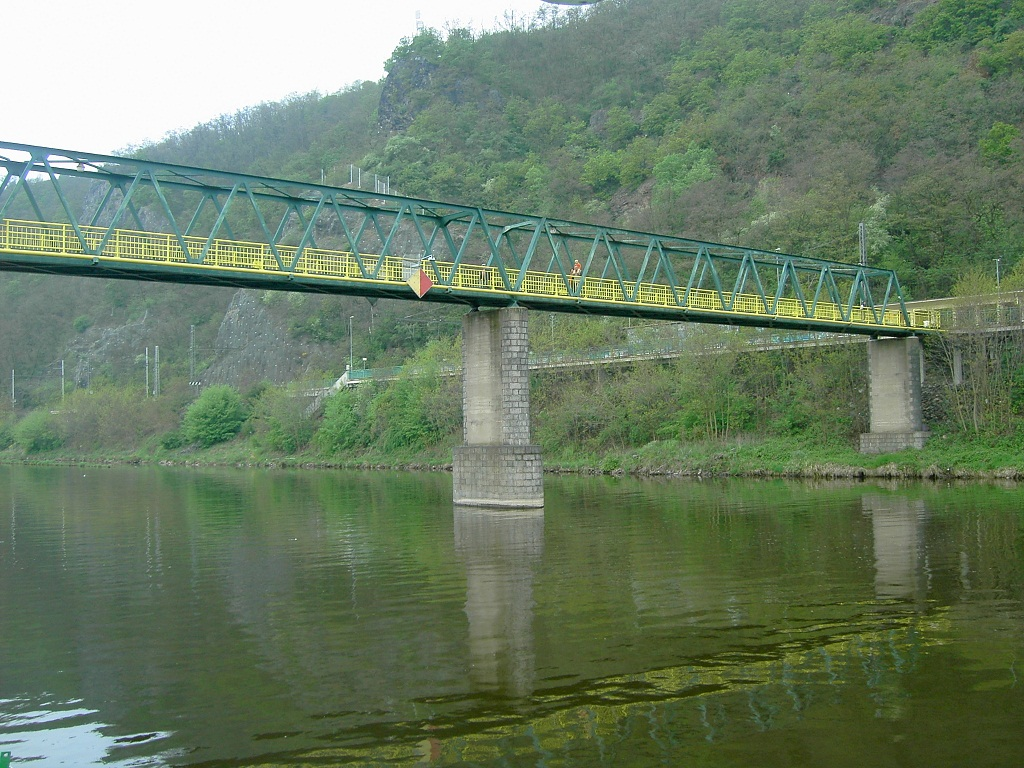
Moldaubrücke zwischen Dorf und Bahnstation

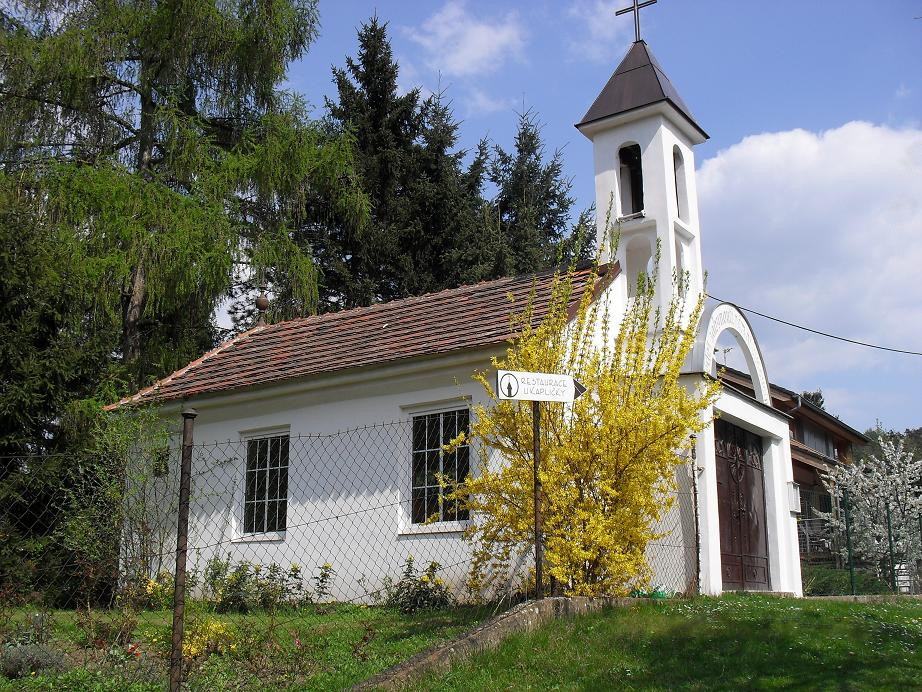
Kapelle des hl. Wenzel

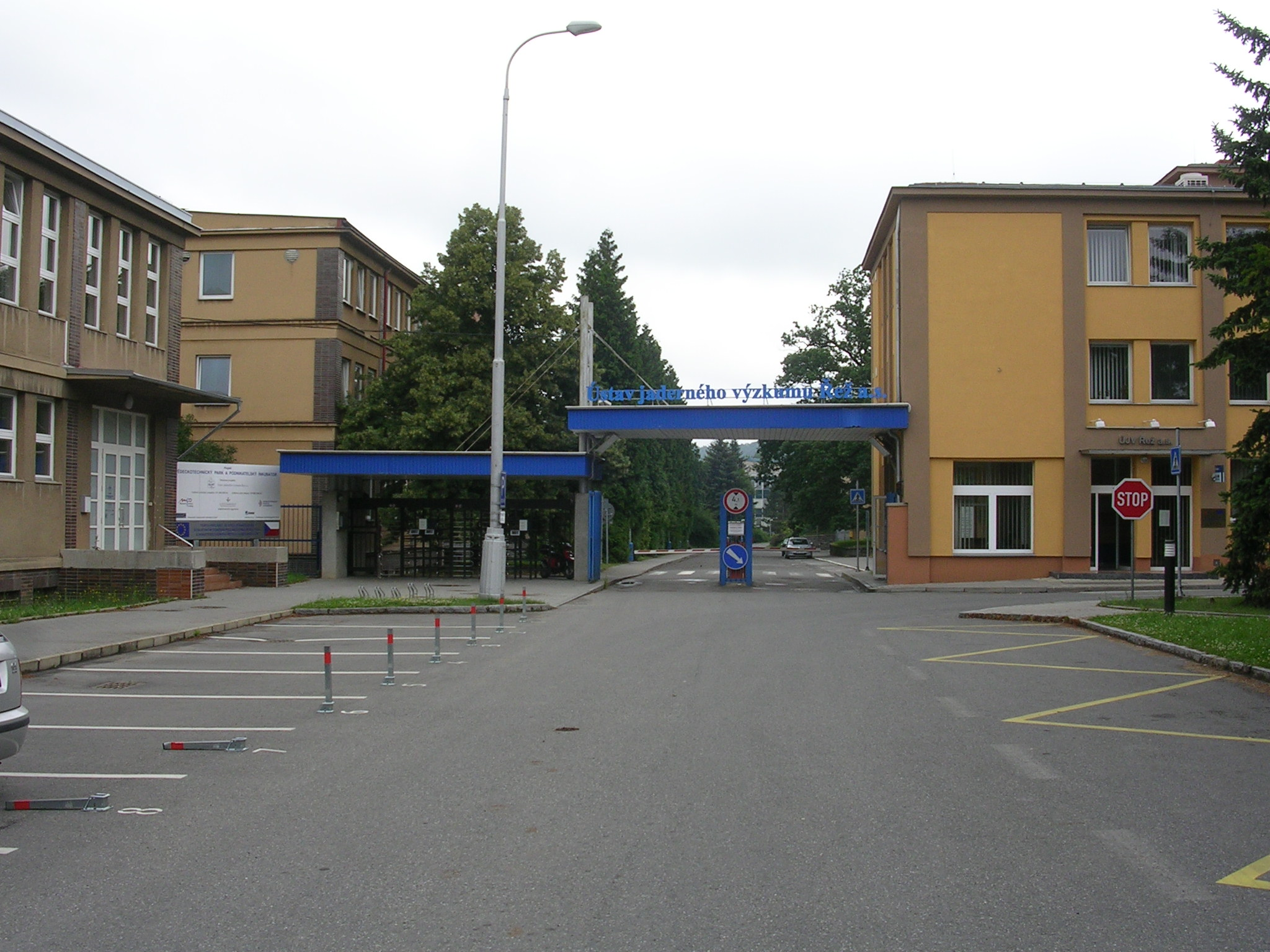
Kernforschungszentrum

Řež (deutsch Resch) ist ein Ortsteil der Gemeinde Husinec in Tschechien. Er liegt elf Kilometer nordwestlich des Stadtzentrums von Prag und gehört zum Okres Praha-východ.

## Geographie
Řež befindet sich in einer Flussschleife am rechten Ufer der Moldau auf der Prager Hochfläche (Pražská plošina). Das Dorf liegt im Naturpark Dolní Povltaví. Nordöstlich erheben sich der Velký vrch (288 m) und die Červená skála, im Süden der Řivnáč (292 m), südwestlich der Stříbrník (311 m), im Westen der Hřivnáč (321 m) und nordwestlich der Ers (345 m) und der Krliš (308 m). Am gegenüberliegenden Moldauufer verläuft die Bahnstrecke Praha–Děčín, zur Bahnstation „Řež“ führt eine Fußgängerbrücke über den Fluss.
Nachbarorte sind Těšina, Chýnov, Letky und Libčice nad Vltavou im Norden, Větrušice, Drasty und Klíčany im Nordosten, Na Kazatelně, Husinec und Klecany im Osten, Roztoky und Žalov im Südosten, Únětice und Černý Vůl im Süden, Stříbrník, Chaloupky, Úholičky, Velké Přílepy und Kamýk im Südwesten, Podmoráň, Noutonice, Svrkyně und Hole im Westen sowie Tursko im Nordwesten.

## Geschichte
Die erste schriftliche Erwähnung von Raseh erfolgte 1088 in einer Schenkungsurkunde des Königs Vratislav I. für das Kollegiatkapitel Vyšehrad. 1227 wurde das Dorf Rese in einer Besitzbestätigungsurkunde des Königs Ottokar I. für das Prager Benediktinerinnenkloster St. Georg, die sich jedoch als nachträgliches Falsifikat erwiesen hat, aufgeführt. Im Jahre 1403 wurde das Dorf als Rzezy bezeichnet. 1421 eigneten die Prager Hussiten die klösterlichen Güter an. Danach wechselten die Besitzer häufig. Nach dem Ständeaufstand von 1547 wurden die Güter konfisziert. König Ferdinand I. überließ im Jahre 1553 die klösterlichen Güter auf der Burg Levý Hradec mit den Dörfern Husinec und Řež sowie einem Stück der Moldau seinem Sekretär Oswald von Schönfeld auf Lebenszeit. In einem Grenzstreit an den Sukdoler Teichen trat 1556 Václavek Knotek aus Řez als Zeuge auf.
Schönfeld veräußerte den Besitz 1562 an Ludwig Schradin. Dessen Erben verkauften die Güter 1565 an David Borinie von Lhota, der im selben Jahre das Gut Rostok erworben hatte und diese daran anschloss. David Borinies gleichnamiger Enkel wurde nach der Schlacht am Weißen Berg wegen seiner Teilnahme am Ständeaufstand von 1618 zum Verlust eines Fünftels seines Vermögens verurteilt. Seine Güter Rostok und Lichtendorf wurden konfisziert und 1625 durch die Hofkammer an Karl I. von Liechtenstein verkauft. Die Dörfer Husinec, Řež und Žalov wurden hingegen dem Kloster St. Georg zurückgegeben, das diese mit seinen Gütern Kameyk und Statenitz verband. Im klösterlichen Urbar von 1631 wurde das Dorf als Rzezj bezeichnet. Im Theresianischen Kataster sind für Řež zwei dem Klostergut untertänige Bauern aufgeführt. Zu dieser Zeit sind in der Beschreibung des Sprengels der Kirche St. Clemens in Hradetz 25 Einwohner von Řež aufgeführt. Nach der Aufhebung des Klosters im Rahmen der Josephinischen Reformen fiel das Gut Statenice mit Kamýk 1782 der Hofkammer zu, die es 1790 an den Obersthofmarschall Rudolf Graf von Swéerts-Sporck verkaufte. Dieser veräußerte beide Güter 1797 für 120.000 Gulden an den Leitmeritzer Bürger Franz Fügner. Nachfolgende Besitzer waren Johann Kanal Ritter von Ehrenberg, ab 1805 Johann Prokop Graf Hartmann von Klarstein und ab 1807 Joseph Löhner, dem zugleich auch das Gut Rostok mit Lichtendorf gehörte. Löhner tauschte 1821 die Dörfer Husinec, Řež und Žalow (Žalov) samt Hradetz beim Gut Rostok gegen das Dorf und den Hof Lichtendorf ein und veräußerte das Gut Statenitz im selben Jahre an Barbara Gräfin Khüenburg. Im Jahre 1839 erbte sein Sohn Ludwig Edler von Löhner das Gut Rostok und verkaufte es umgehend an den Prager Bürger Joseph Leder. Im Jahre 1843 bestand Řež aus sechs Häusern mit 41 Einwohnern. Pfarrort war Groß-Kletzan. Bis zur Mitte des 19. Jahrhunderts blieb Řež dem Gut Rostok untertänig.
Nach der Aufhebung der Patrimonialherrschaften bildete Řež ab 1850 einen Ortsteil der Gemeinde Klecany im Bezirk und Gerichtsbezirk Karolinenthal. Zu Beginn des 20. Jahrhunderts wurde das Dorf als Řeží bezeichnet. Im Jahre 1910 hatte Řeží 47 Einwohner. 1919 lösten sich Husinec und Řež von Klecany los und bildeten die Gemeinde Husinec-Řež. Nach dem Ersten Weltkrieg wuchs Řež stark an und die Bebauung dehnte sich über den gesamten Gleithang der Moldauschleife nach Norden hin aus.
1927 wurde das Dorf dem Bezirk Praha-venkov und zwei Jahre später dem Gerichtsbezirk Praha-sever zugeordnet. Im Jahre 1930 lebten in Řež bereits 276 Personen. 1942 wurde Řež Teil des neu gebildeten Bezirkes Praha-venkov-sever. Ab 1949 gehörte das Dorf zum Okres Praha-sever; seit 1961 ist es Teil des Okres Praha-východ. 1950 war die Zahl der Einwohner auf 386 angestiegen. 1955 wurde am nördlichen Ortsrand an der Moldaufähre das Institut für Kernphysik (Ústav jaderné fyziky) angesiedelt. In den 1980er-Jahren entstand auf der Hochebene zwischen Řež und Husinec eine neue Wohnsiedlung. Im Jahre 1991 wurden in Řež 694 Einwohner gezählt. Beim Zensus von 2001 lebten in den 233 Wohnhäusern des Ortes 722 Personen. Im August 2002 verursachte ein Hochwasser der Moldau in Řež schwere Schäden. Im Jahre 2008 wurden die Straßen benannt.
Řež ist heute Sitz des tschechischen Kernforschungszentrums. Neben dem Institut für Kernphysik der Akademie der Wissenschaften sind in dem Areal am Nordufer der Moldauschleife noch das Institut für Kernforschung Řež (Ústav jaderného výzkumu Řež) und das Forschungszentrum Řež (Centrum výzkumu Řež) angesiedelt. Die Mehrzahl der Gebäude der Gemeinde Husinec einschließlich des Gemeindeamtes befinden sich im Ortsteil Řež.

## Ortsgliederung
Der Ortsteil Řež ist Teil des Katastralbezirkes Husinec u Řeže, der mit dem Gemeindegebiet identisch ist.

## Sehenswürdigkeiten
- Kapelle des hl. Wenzel, erbaut 1945–1946
- Burgstätten Řivnáč und Levý Hradec mit Kirche des hl. Clemens am gegenüberliegenden Moldaufer